# Landon Donovan
Landon Timothy Donovan (født 4. marts 1982) er en amerikansk fodboldtræner, og tidligere professionel fodboldspiller, som er træner for USL Championship-holdet San Diego Loyal SC.
Donovan anses af mange som en af de bedste, hvis ikke den bedste, fodboldspiller fra USA nogensinde. Han holder også rekorden som spilleren med flest mål for USA's landshold nogensinde.

## Klubkarriere

### Bayer Leverkusen
Efter at have imponeret ved en ungdomsturnering i Europa, blev Donovan samlet op af den tyske klub Bayer Leverkusen i 1999.

#### Leje til San Jose Earthquakes
Efter at have haft problemer med at etablere sig i Tyskland, og uden at have spillet for Leverkusens førstehold, blev Donovan i 2001 lånt til San Jose Earthquakes. Donovan havde stor succes i San Jose, og var del af deres hold som vandt mesterskabet i 2001 og 2003. 
Han blev i 2003 og 2004 kåret til årets fodboldspiller i USA, og blev hermed den første spiller til at vinde titlen to gange i streg.

#### Tilbage til Tyskland
Donovan vendte tilbage til Leverkusen i januar 2005, og gjorde her sin debut for Leverkusens førstehold. Det lykkedes dog stadig ikke at blive til noget, og han bad om at forlade klubben.

### LA Galaxy
Donovan vendte tilbage til USA i april 2005, da han skiftede til Los Angeles Galaxy. Han blev med det samme etableret som en vigtig spiller for Galaxy holdet, som vandt mesterskabet i hans første sæson i klubben.
Donovan havde sin bedste individuelle sæson i 2009, hvor han blev kåret til ligaens bedste spiller. Han satte i maj 2014 rekorden for flest mål i MLS nogensinde, da han scorede sit 134'ende mål. Hans rekord blev dog senere slået af Chris Wondolowski.
Donovan annoncerede i august 2014, at han gik på pension fra fodbold.

### Retur til LA Galaxy
Donovan vendte i september 2016 tilbage til LA Galaxy for at være med til resten af 2016 sæsonen, hvorefter han gik på pension igen.

### Club León
Donovan vendte tilbage igen i januar 2018 med den mexicanske klub Club Léon. Han spillede for klubben frem til juni af samme år.

## Landsholdskarriere

### Ungdomslandshold
Donovan har repræsenteret USA på flere ungdomsniveauer.

### Seniorlandshold
Donovan debuterede for USA's landshold den 25. oktober 2000. Donovan spillede i sin landsholdskarriere 157 kampe, næstflest nogensinde for USA's landshold og scorede 57 mål, flest nogensinde.

## Titler
San Jose Earthquakes
- MLS Cup: 2 (2001, 2003)

LA Galaxy
- MLS Cup: 4 (2005, 2011, 2012, 2014)
- Supporters' Shield: 2 (2010, 2011)
- Lamar Hunt U.S. Open Cup: 1 (2005)

USA
- CONCACAF Gold Cup: 4 (2002, 2005, 2007, 2013)

Individuelt
- Årets fodboldspiller i USA: 4 (2003, 2004, 2009, 2010)
- Verdensmesterskabet Bedste unge spiller: 1 (2002)
- CONCACAF Gold Cup Turneringens hold: 4 (2002, 2003, 2005, 2013)
- CONCACAF Gold Cup Turneringens spiller: 1 (2013)
- CONCACAF Gold Cup Topscorer: 3 (2003, 2005, 2013)
- LA Galaxy Årets spiller: 4 (2006, 2008, 2009, 2011)
- Major League Soccer MVP: 1 (2009)
- Major League Soccer Årets hold: 7 (2003, 2008, 2009, 2010, 2011, 2012, 2014)
- Major League Soccer All-Star: 13 (2001, 2002, 2003, 2004, 2005, 2007, 2008, 2009, 2010, 2011, 2012, 2013, 2014)
- Major League Soccer Topscorer: 1 (2008)